# Хантер, Джилл
Джиллиан (Джилл) Хантер (англ. Gillian "Jill" Hunter; род. 14 октября 1966, Хексем), в замужестве Больц (англ. Boltz) — британская легкоатлетка, специалистка по бегу на длинные дистанции и кроссу. Выступала на профессиональном уровне в 1986—2002 годах, обладательница серебряной медали Игр Содружества, призёр ряда крупных международных стартов, участница двух летних Олимпийских игр.

## Биография
Джилл Хантер родилась 14 октября 1966 года в Хексеме, графство Нортамберленд, Англия. Занималась лёгкой атлетикой в клубах Blaydon Harriers и Valli Harriers.
Начинала спортивную карьеру как кроссовая бегунья, с 1986 года активно участвовала в крупнейших кроссовых пробегах в Великобритании.
В 1988 году в составе британской сборной выступила на чемпионате мира по кроссу в Окленде, где финишировала девятой. Благодаря череде успешных выступлений удостоилась права защищать честь страны на летних Олимпийских играх в Сеуле — в ходе предварительного квалификационного этапа программы 3000 метров показала время 8:57.28, чего оказалось недостаточно для выхода в финал.
В 1989 году на кроссовом чемпионате мира в Ставенгере была седьмой, тогда как на женском шоссейном чемпионате мира в Рио-де-Жанейро в дисциплине 15 км пришла к финишу шестой.
В 1990 году в беге на 10 000 метров выиграла серебряную медаль на Играх Содружества в Окленде, в беге на 5000 метров стала бронзовой призёркой Мемориала братьев Знаменских в Москве. На чемпионате Европы в Сплите показала восьмой результат в 10 000-метровой дисциплине.
В 1991 году стала второй на Кубке Европы во Франкфурте, установив при этом свой личный рекорд на дистанции 10 000 метров — 31:07.88. Позднее на чемпионате мира в Токио финишировала в финале девятой.
В 1992 году была восьмой на чемпионате мира по кроссу в Бостоне. Принимала участие в Олимпийских играх в Барселоне — в финале программы 10 000 метров с результатом 31:46.49 закрыла десятку сильнейших.
В 1995 году отметилась выступлением на чемпионате мира в Гётеборге, в зачёте 10 000 метров заняла итоговое 15-е место.
Завершила спортивную карьеру по окончании сезона 2002 года.
Замужем за швейцарско-австралийским бегуном Даниэлем Бёльцем, так же участвовавшем в Олимпиаде в Барселоне.